# Zhenyuanlong
Zhenyuanlong (que significa "dragão de Zhenyuan", do chinês Pīnyīn 龙 lóng "dragão") é um género de dinossauro da família Dromaeosauridae da formação Yixian de Liaoning, China.